# Masada de Joanet de Pepet
La Masada de Joanet de Pepet és una obra de Santa Bàrbara (Montsià) inclosa a l'Inventari del Patrimoni Arquitectònic de Catalunya.

## Descripció
Gran mas als afores del poble, de planta rectangular, de maçoneria ordinària, amb planta baixa, primer pis i golfes obertes a l'exterior, amb un pou al davant. Cobertes a dues aigües.
Té tres cossos secundaris adossats, seguint l'eix que marca el primer cos, principal. Aquests cossos es desenvolupen en una única planta baixa. El volum adossat a la façana sud-oest del cos principal era antigament una gran llar de campana, avui dia desapareguda. Per la finestra lateral s'observa a l'interior un molí d'oli amb la seva gran roda de pedra.
Les golfes estan fetes de pedra seca i la resta de pisos estan arrebossats. Les reixes de les finestres són de fusta i el ràfec de la coberta, petit, és fet de teules i elements ceràmics decorats.